# سده لنجان
سده لنجان (بالفارسية: سده لنجان) هي منطقة سكنية تقع في إيران في البلدة المركزية. يقدر عدد سكانها بـ 17,335 نسمة .